# Макуха

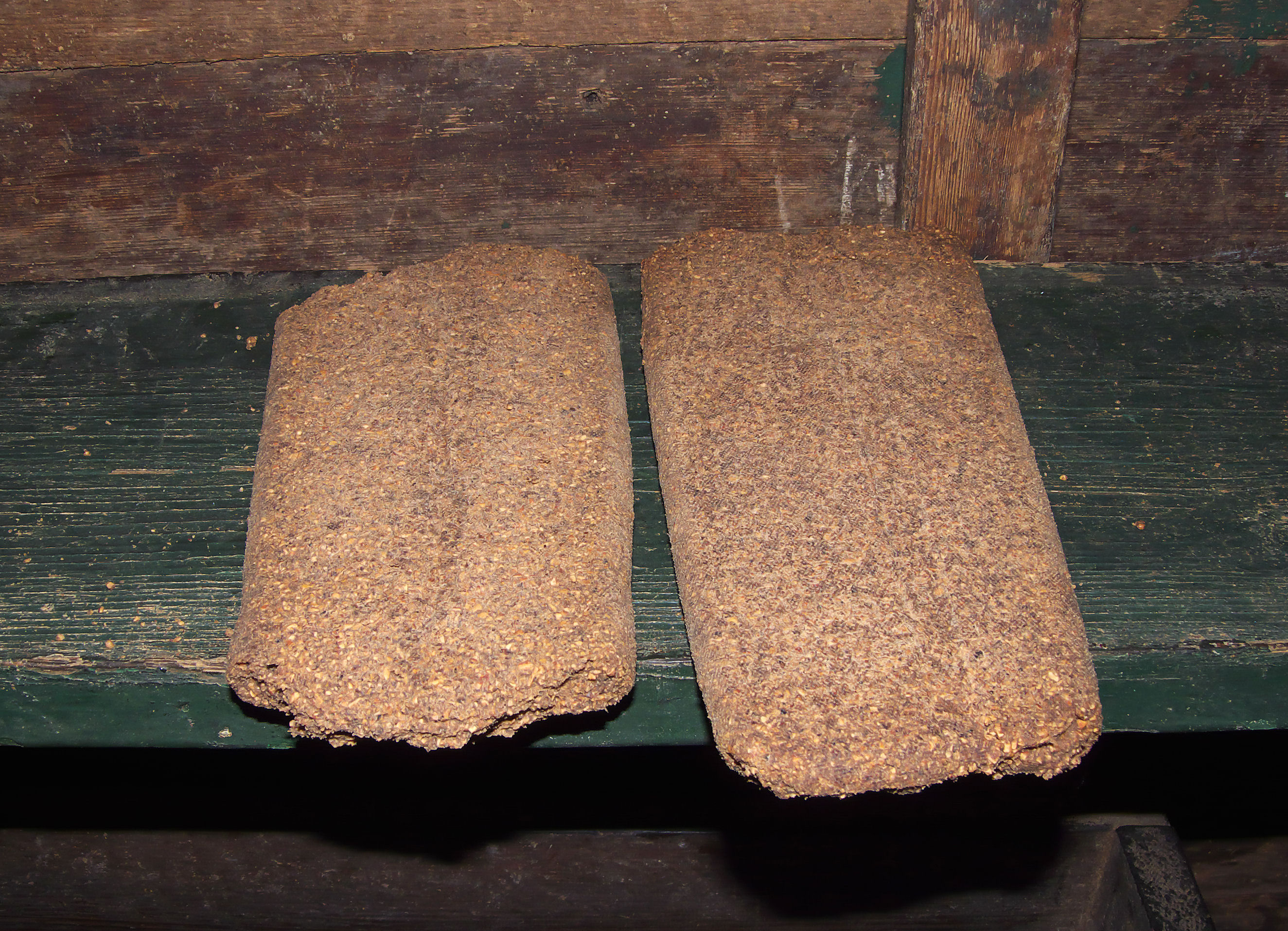
Макуха з плодів волоського горіха

Маку́ха, маку́х або ви́чавки — побічний продукт після вичавлення олії пресуванням з насіння олійних культур (соняшника, ріпака, сої, льону, анісу та ін); вичавки. Вживали як десерт або легку закуску. У Непалі макуху волоського горіха використовують в кулінарних цілях, також прикладають до лоба при болях голови. У деяких регіонах використовують як котельне паливо, для чого макуха цілком підходить, також знижує вартість отримуваної енергії.
Побічний продукт після екстрагування олії розчинниками називається шротом. Жиру в макусі — 7–10 %, у шроті — 2,5 %.
Уживається як добавка до корму для згодовування тваринам. Рибалки використовують макуху як приманку для риб.
В українській мові «макухами» називають вайлуватих, млявих, безхарактерних людей.

Галерея
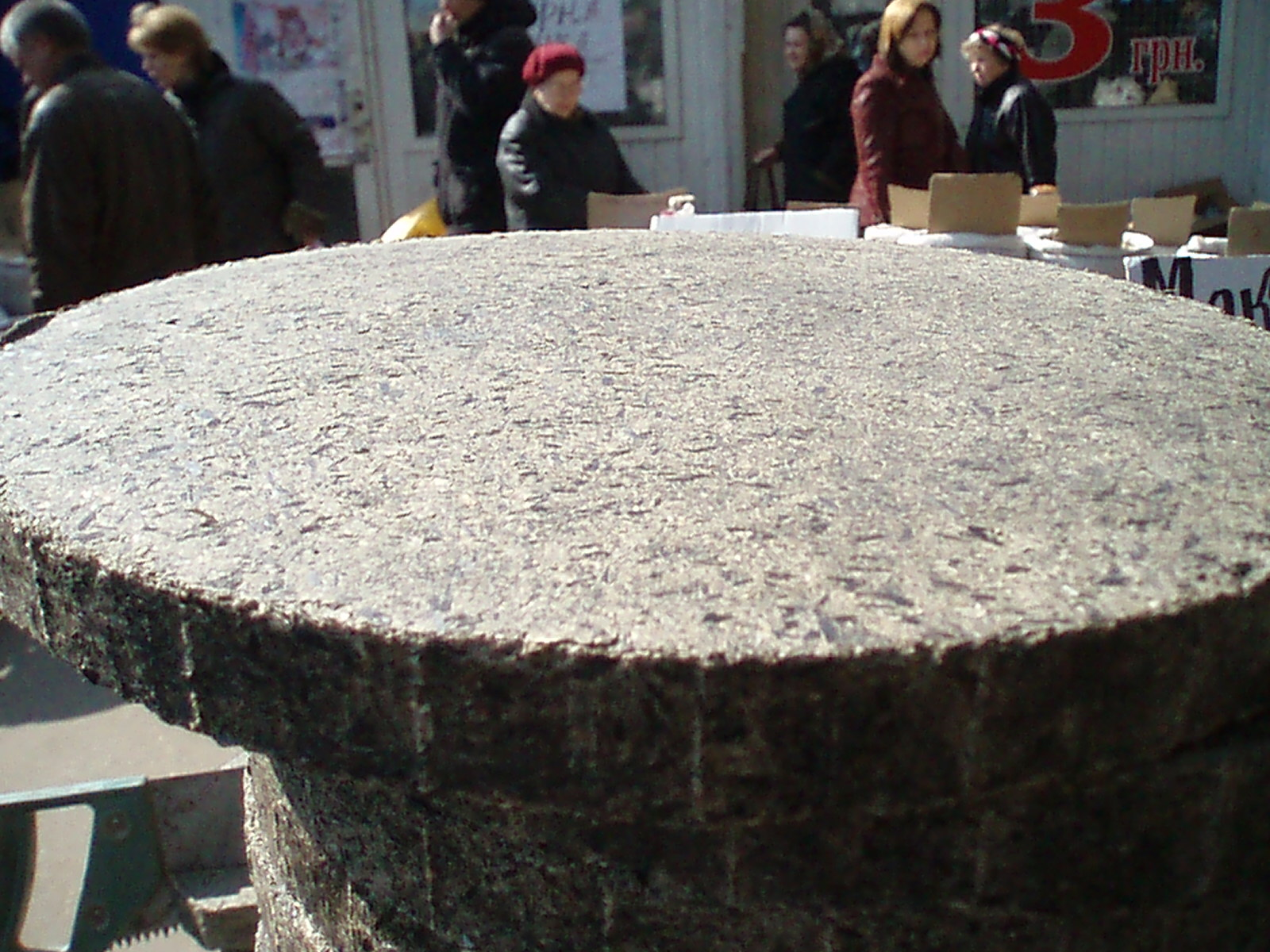
Соняшникова макуха на ринку
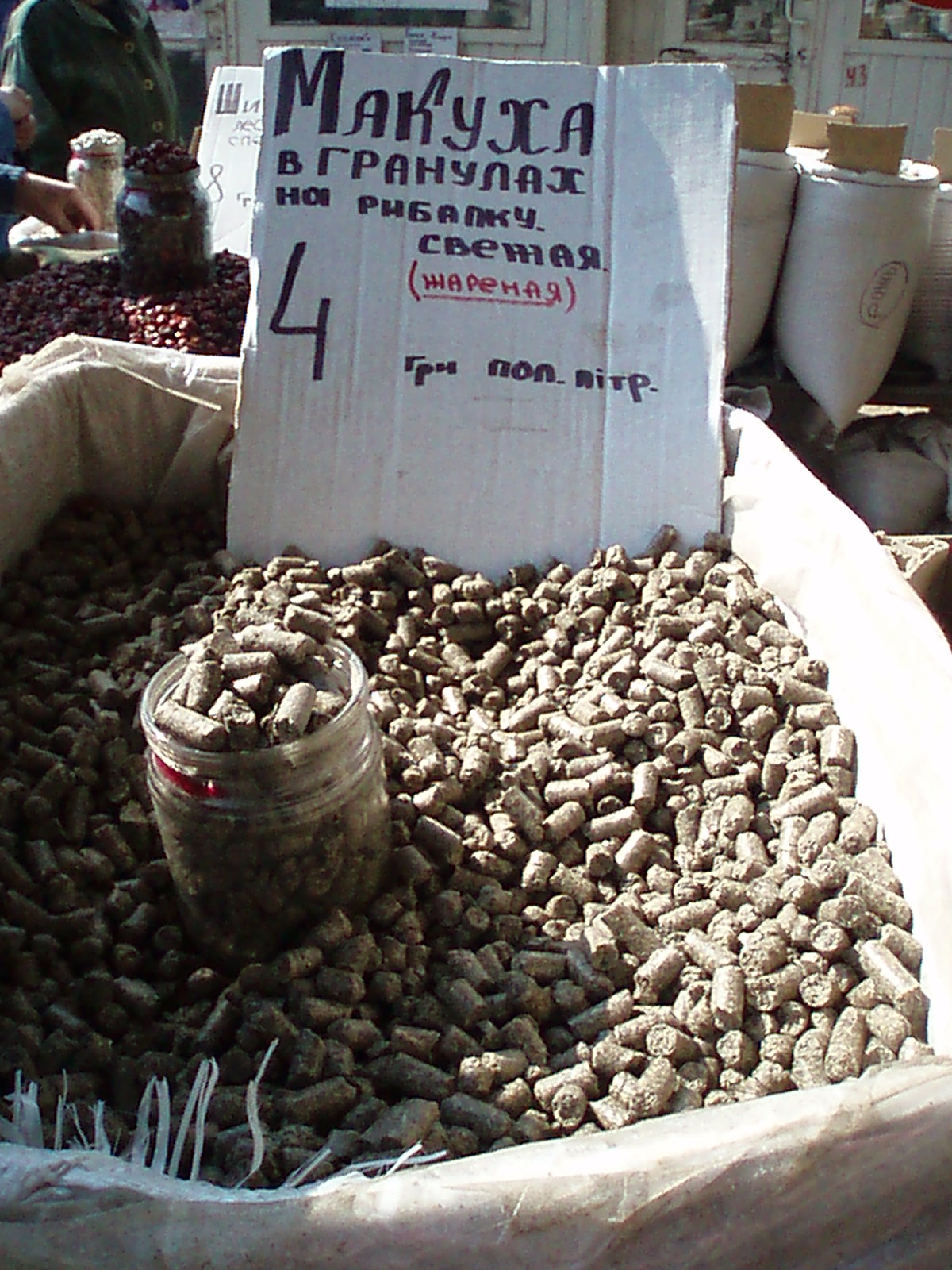
Гранули макухи